# Sergueï Ivanov (homme politique)
Pour les articles homonymes, voir Sergueï Ivanov et Ivanov.
Sergueï Borissovitch Ivanov (en russe : Сергей Борисович Иванoв), né le 31 janvier 1953 à Léningrad, est un homme politique russe. Il fut premier vice-président du gouvernement chargé de l'industrie de défense et de la diversification de l'économie civile entre le 15 février 2007 et sa nomination comme chef de l'administration présidentielle en 2011. Avant cela il fut ministre de la défense du 28 mars 2001 au 14 novembre 2005 et vice-Premier ministre affecté à la défense et au complexe militaro-industriel du gouvernement de Mikhaïl Fradkov du 14 novembre 2005 au 15 février 2007. En mai 2008 il est nommé vice-président du gouvernement de Vladimir Poutine, puis peu avant la nouvelle élection de Poutine en 2012, il est nommé par Dmitri Medvedev chef de l'administration du président de Russie en décembre 2011, succédant à Sergueï Narychkine. Il est remercié le 12 août 2016 et remplacé par son adjoint, Anton Vaïno.
Il a le grade civil de conseiller d'État effectif de la fédération de Russie de 1re classe.

## Biographie
Sergueï Ivanov est né en 1953 à Leningrad. Après ses études de philologie il est admis à l'institut supérieur du KGB de Minsk où il monte en grade. Il est promu en août 1998 directeur adjoint du FSB (ex KGB). 
Il devient secrétaire du Conseil de sécurité de la Russie. Par décret présidentiel numéro 353, le 28 mars 2001, il est promu ministre de la Défense. Il est nommé vice-Premier ministre affecté à la défense et au complexe militaro-industriel par Vladimir Poutine le 14 novembre 2005.
Ivanov était considéré comme candidat potentiel pour l'élection présidentielle de 2008, mais son étoile présidentielle faiblit à la suite de l’affaire Andreï Sytchev. Le jeune soldat Sytchev avait dû être amputé des deux jambes et de ses testicules après avoir été battu par d'autres soldats en janvier 2006 lors d'un des bizutages sévères traditionnels dans l'armée russe. Le ministre de la Défense Ivanov avait alors minimisé les violences subies par Sytchev. Des associations avaient fait circuler une pétition demandant la démission d'Ivanov. Cette pétition de 10 000 signatures avait été envoyée au président Poutine.
La fin de sa carrière au plus haut niveau a fait l'objet d'interrogations : alors que Sergueï Ivanov a déclaré avoir demandé à être déchargé de son poste après avoir eu le plus long mandat parmi les chefs de l'administration du président (4 ans et 8 mois), les observateurs relient son départ à celui  d'autres membres du « groupe de Léningrad », une poignée de dirigeants proches de V. Poutine depuis ses débuts comme étudiant, puis jeune politicien à Saint-Pétersbourg. Sans négliger la recherche de nouveaux collaborateurs plus jeunes pour résoudre la crise économique et mettre en œuvre sa politique de restauration de la puissance russe, la crainte de Vladimir Poutine de répéter l'image sénile d'un Brejnev entouré des vieillards du Politburo serait une des motivations pour ce renouvellement de génération autour de lui.   
Son fils Alexandre, 37 ans, membre du Conseil d'administration de la banque Vnechekonombank (Внешэкономбанк) s'est noyé (suicidé?) dans des circonstances obscures aux Émirats arabes unis le 3 novembre 2014. Il avait auparavant causé la mort, au volant de sa voiture à Moscou, d'une piétonne de 68 ans, Svetlana Beridzé, affaire dans laquelle il avait été blanchi le 21 novembre 2005 au motif qu'il n'avait pas eu « la possibilité technique de freiner à temps ».